# Niels Kokmeijer
Niels Kokmeijer (Uitgeest, 30 december 1977) is een Nederlands voetbaltrainer en voormalig profvoetballer. Van 2007 tot 2014 was hij bondscoach van het Nederlands strandvoetbalteam, waarmee hij op het Europees kampioenschap 2008 verliezend finalist was. 
Voorheen was hij als aanvaller in het betaald voetbal actief bij FC Volendam, HFC Haarlem en Go Ahead Eagles. In 2004 moest Kokmeijer door een dubbele beenbreuk vroegtijdig op 27-jarige leeftijd zijn spelerscarrière beëindigen.

## Loopbaan als speler
Kokmeijer speelde in zijn jeugd voor USVU uit Uitgeest, ADO '20 uit Heemskerk en debuteerde als profvoetballer bij FC Volendam op 19 april 1999, toen hij inviel in een wedstrijd tegen FC Zwolle. Na drie seizoenen bij FC Volendam, ging Kokmeijer voor twee seizoenen naar sc Heerenveen. Door blessureleed speelde hij geen wedstrijden en vertrok naar Haarlem. In het seizoen 2004/05 kwam hij uit voor Go Ahead Eagles.

### Dubbele beenbreuk
Tijdens de uitwedstrijd tegen Sparta, op 17 december 2004, werd hij door Rachid Bouaouzan hard onderuit gehaald. Kokmeijer liep een dubbele beenbreuk op in het rechterbeen. Hij werd vijf keer geopereerd, maar bleek dermate ernstig gewond dat hij moest stoppen met voetballen. Pas na een lange revalidatie kon hij weer lopen. Bouaouzan bood Kokmeijer zijn excuses aan voor wat in zijn ogen niet meer dan een harde sliding was geweest. Kokmeijer deed aangifte tegen Bouaouzan ter zake van zware mishandeling, en vertelde over hetgeen hem is overkomen in het IKON televisieprogramma Spraakmakende Zaken van Paul Rosenmöller.
Bouaouzan werd door Sparta voor de rest van de competitie geschorst. De club verzwaarde daarmee de schorsing van tien wedstrijden die de KNVB Bouaouzan oplegde.

Daarnaast klaagde het OM Bouaouzan aan voor zware mishandeling - een unicum in de Nederlandse voetbalgeschiedenis.
De strafzaak diende op 27 juli 2005. Bouaouzan werd door de rechtbank veroordeeld tot een voorwaardelijke gevangenisstraf van zes maanden en een taakstraf van 200 uur.
Op 29 mei 2006 werd Bouaouzan in hoger beroep door het gerechtshof veroordeeld tot zes maanden voorwaardelijke celstraf zonder taakstraf. Deze uitspraak werd op 22 april 2008 door de Hoge Raad bevestigd.
In maart 2007 stelde de arbitragecommissie van de KNVB Kokmeijer in het gelijk en in een voorlopige voorziening moesten Sparta en Bouaouzan 100.000 euro schadevergoeding betalen aan Kokmeijer. Dit was de opmaat voor een gerechtelijke bodemprocedure waarin door Kokmeijer een bedrag van ca 850.000 euro was geëist. Op 20 november 2007 werd bekend dat Sparta en Kokmeijer een schikking hadden getroffen, waarmee de bodemprocedure van de baan was. Over het afgesproken bedrag werden geen mededelingen gedaan.

### Statistieken
| seizoen | club            | land      | competitie     | wed. | goals |
| ------- | --------------- | --------- | -------------- | ---- | ----- |
| 1998/99 | FC Volendam     | Nederland | Eerste divisie | 5    | 2     |
| 1999/00 | FC Volendam     | Nederland | Eerste divisie | 30   | 7     |
| 2000/01 | FC Volendam     | Nederland | Eerste divisie | 22   | 10    |
| 2001/02 | sc Heerenveen   | Nederland | Eredivisie     | 0    | 0     |
| 2002/03 | sc Heerenveen   | Nederland | Eredivisie     | 0    | 0     |
| 2003/04 | Haarlem         | Nederland | Eerste divisie | 27   | 4     |
| 2004/05 | Go Ahead Eagles | Nederland | Eerste divisie | 14   | 4     |
| totaal: | totaal:         | totaal:   | totaal:        | 98   | 27    |

## Loopbaan als trainer
Niels Kokmeijer keerde in 2007 terug in de voetballerij als bondscoach van het Nederlands strandvoetbalteam. Onder leiding van Kokmeijer maakte het Nederlands strandvoetbal een flinke opmars, waarin het Nederlands team zich incidenteel kon meten met de top van Europa. Zijn contract liep ten einde nadat de KNVB vanwege bezuinigingen het strandvoetbal in 2014 besloot af te stoten. Hij werd opgevolgd door Sillie Dilürü.